# Rendlesham
Rendlesham est un village et une paroisse civile du Suffolk, en Angleterre. Il est situé à six kilomètres au nord de Woodbridge, non loin de l'ancienne base aérienne de RAF Bentwaters. Au moment du recensement de 2011, il comptait 3 013 habitants.
À l'époque anglo-saxonne, Rendlesham est l'une des résidences des rois d'Est-Anglie.
En décembre 1980, plusieurs personnes déclarèrent avoir été témoins de phénomènes inexpliqués dans la forêt de Rendlesham, près de la base de Woodbridge. Pour certains, « l'incident de Rendlesham » serait lié à des ovnis.